# Vöröscsőrű talegallatyúk
A vöröscsőrű talegallatyúk (Talegalla cuvieri) a madarak osztályának tyúkalakúak (Galliformes) rendjébe és az ásótyúkfélék (Megapodiidae) családjába tartozó faj.

## Előfordulása
Az Indonéziához tartozó Nyugat-Pápua tartomány síkvidéki erdeiben honos.

## Megjelenése
Tollazata fekete, az arca csupasz és sárga színű, fejét borzas tollak borítják. Csőre és lába narancsvörös, szeme sárga.
Testhossza legfeljebb 57 centiméter.

## Alfajok
- Talegalla cuvieri cuvieri (Lesson, 1828)
- Talegalla cuvieri granti (Roselaar, 1994)